# Musée archéologique national de Cividale del Friuli
Le musée archéologique national de Cividale del Friuli est une institution fondée en en 1817, située depuis 1990 dans le Palazzo Pretorio du XVIe siècle de Cividale del Friuli, dans la province d'Udine dans la région autonome du Frioul-Vénétie Julienne, en Italie.
La collection du musée raconte l'histoire de la ville dans les salles du rez-de-chaussée, du municipe romain à la période de domination vénitienne dont les étapes sont marquées par les splendides mosaïques de la domus, les lettres gravées dans les inscriptions publiques et les sculptures des églises et des palais de la Cividale médiévale. Le rez-de-chaussée abrite la très riche section lombarde, une séquence d'objets de la nécropole de Cividale et de son duché, qui montre le charme et l'unicité de la culture lombarde et présente l'importance de sa contribution à la formation de l'Italie médiévale.

## Histoire
Le musée est fondé en 1817 par le comte Michele della Torre Valsassina lors de l'importante campagne de recherche commencée grâce au financement de François Ier (empereur d'Autriche). L'objectif principal est de démontrer à travers des sources archéologiques, l'attribution, citée par de nombreuses sources antiques, du municipium de Forum Iuliià à la ville de Cividale del Friuli et non au centre carnique de Zuglio. L'objectif est pleinement atteint compte tenu des résultats des fouilles de la Michele della Torre et du vaste écho que ses découvertes ont dans le monde académique italien et germanique.
Le musée, situé dans une partie de l'ancien collège des pères Somascans à Borgo San Pietro, s'avère vite trop petit pour abriter de manière adéquate une collection qui continue à s'enrichir tout au long du XIXe siècle, avec des découvertes de haut niveau comme celle du « tombeau de Gisulfo ». Dans la seconde moitié du XIXe siècle, le musée est dirigé par des savants du chapitre de Cividale, dont Jacopo Tomadini, organiste et chef de chœur connu dans toute l'Europe, qui occupe le poste de 1877 à 1883. À partir de la fin du siècle, le musée trouve un nouveau siège plus officiel dans les locaux du Palazzo de Nordis, où, sous la direction d'Alvise Zorzi, il est réorganisé sur la base d'une activité systématique qui conduit, entre autres, à l'acquisition de la très importante collection de livres et d'archives du chapitre de Cividale. L'activité de Zorzi se traduit également par la rédaction du premier guide complet de la collection. À l'intérieur du nouveau musée d'État, le Lapidarium est aménagé dans les deux salles du rez-de-chaussée avec les trouvailles des périodes romaine, lombarde / carolingienne et patriarcale. Dans la salle I de l'étage noble, des objets de l'époque pré-romaine et romaine sont installés, et dans la salle II, la collection de l'antiquité tardive et médiévale. Dans la salle III sont rangés les anciennes archives capitulaires et les biens provenant du monastère des moniales bénédictines de Santa Maria in Valle ; la bibliothèque trouve place dans la salle IV.
Pendant la Première Guerre mondiale, les événements liés au conflit obligent le transfert de nombreuses œuvres à Venise et Florence ; le musée poursuit une trajectoire de croissance tout au long de la première moitié du XXe siècle, marquée par des personnalités importantes telles que Ruggero della Torre, Mario Brozzi et Amelio Tagliaferri.
Les années 1970 à 1977 se caractérisent par de nombreuses difficultés pour l'institution muséale, des fermetures prolongées, l'absence d'une direction stable et, surtout, des dégâts infligés au bâtiment par le séisme du 15 septembre 1976, qui cause la fermeture du musée et le déménagement de la collection au château de Miramare à Trieste. Amelio Tagliaferri supervise le déménagement du musée de l'ancien siège du Palazzo De Nordis au nouveau siège du Palazzo Pretorio, restauré dans sa splendeur d'origine par l'architecte Domenico A. Valentino, surintendant pour les Biens Environnementaux, Archéologiques, Artistiques et Historiques de la Région Frioul-Vénétie Julienne depuis 1986.
Un développement nouveau et décisif pour l'histoire du musée a lieu en 1990 lorsqu'il est inauguré à l'intérieur du nouveau siège du Palazzo Pretorio, un bâtiment attribué à Andrea Palladio construit entre 1565 et 1615, et à partir de 2001, affecté à la Surintendance pour le Patrimoine archéologique du Frioul-Vénétie Julienne, l'exposition « I Longobardi »  (« Les Lombards »), conçue et mise en place par Tagliaferri avec la nouvelle directrice Paola Loperato, en même temps qu'une vaste réorganisation des collections et une systématisation des découvertes issues de recherches archéologiques récentes, en particulier des deux campagnes de fouilles en 1987 et 1988, dans la nécropole de Santo Stefano in Pertica, parallèlement à la préparation de l'exposition. Dans la même période, la section lapidaire est installée dans les salles du rez-de-chaussée, comprenant des découvertes épigraphiques, architecturales et de mosaïques qui racontent l'évolution historique de la ville de l'époque romaine à l'époque moderne.

## Collection

### Section lapidaire

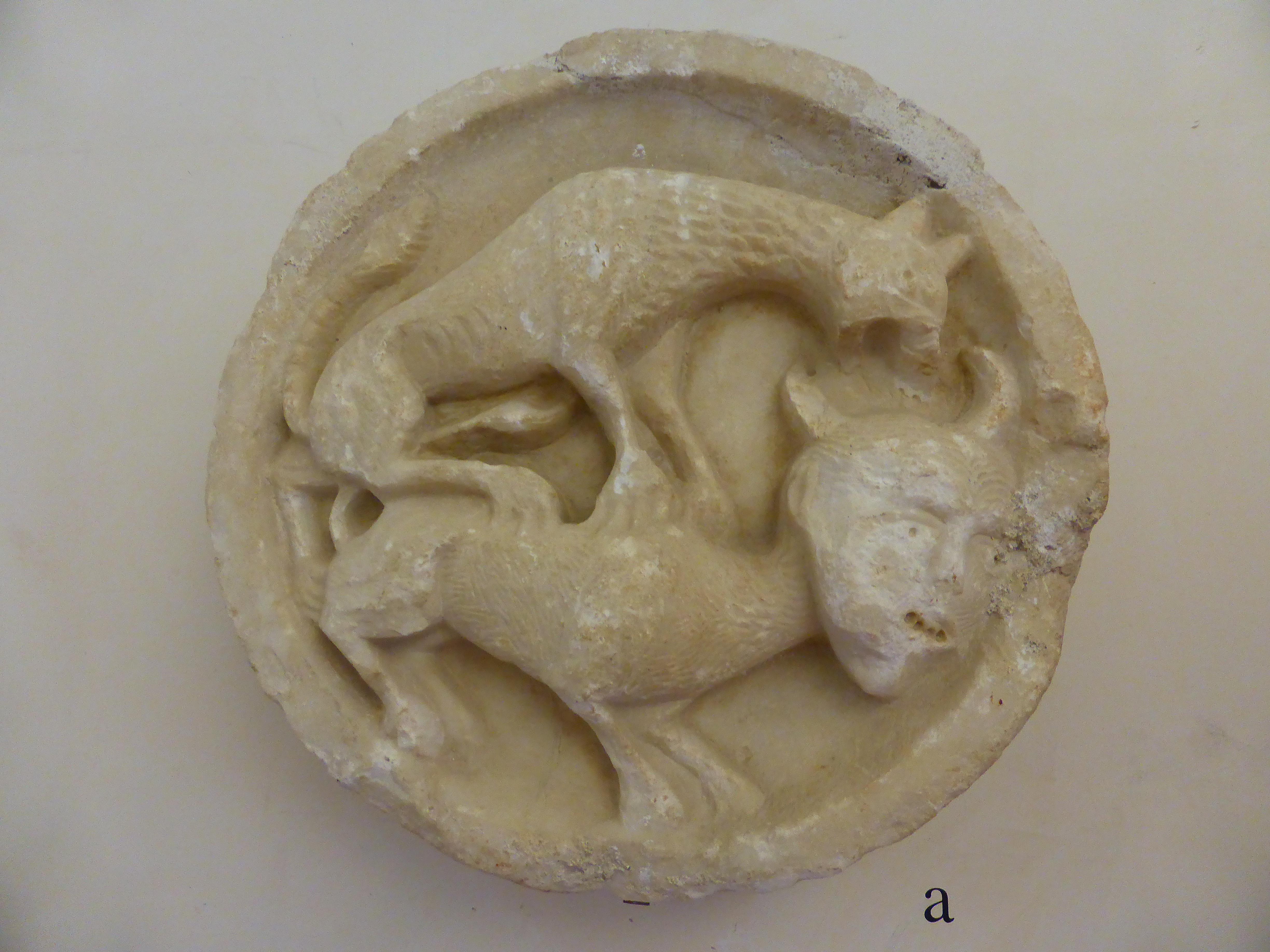
Clipeus romain.

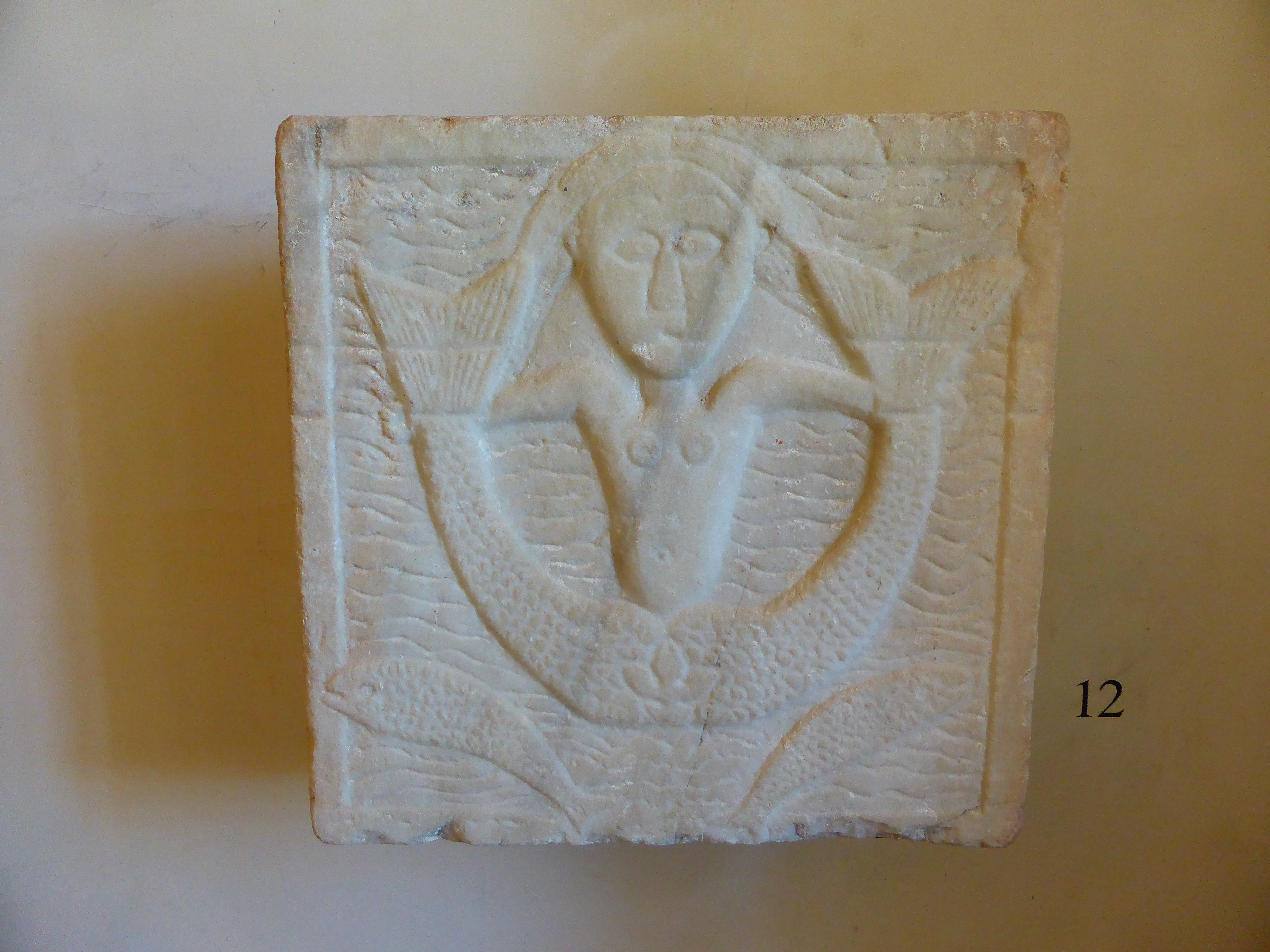
Sirène)

L'exposition au rez-de-chaussée raconte l'histoire du centre urbain de Forum Iulli/Cividale, déclinant les différentes étapes d'une histoire millénaire sous forme de pierre. L'atrium du bâtiment est aménagé dans des formes qui rappellent l'histoire centenaire du musée et le style de l'ancien aménagement du siège du Palazzo de Nordis. Les informations sur l'histoire, la vie administrative et l'organisation de Forum Iulii, l'une des quatre villes romaines de l'actuelle Frioul-Vénétie Julienne, sont en grande partie déduites des documents épigraphiques présents dans le lapidaire ; ainsi, le municipium des années 40 du Ier siècle av. J.-C., était dotée d'un territoire dont l'étendue fait encore l'objet de discussions.
À la fin de l'époque impériale, le danger d'invasions accroit l'importance stratégique des villes qui sont incluses dans les différents systèmes défensifs alpins ; après l'invasion d'Attila (milieu du Ve siècle), elle devient probablement le siège du corrector (gouverneur) de Venetia et Histria et, en raison de son rôle important, est choisie par les Lombards comme siège du premier duché d'Italie, après leur descente en 568. Les données sur son organisation urbaine sont assez faibles : la localisation des principaux édifices publics, en particulier le forum, est encore incertaine. Les structures mises au jour au début du XIXe siècle et visibles dans le musée, se rapportent avant tout à des maisons privées, souvent avec des sols en mosaïque raffinés, datant pour la plupart du début de l'époque impériale (fin du Ier siècle av. J.-C.-Ier siècle) et à la nécropole (monuments funéraires, urnes et mobilier funéraire). Les inscriptions avec des dédicaces à Jupiter et à Fortuna Augusta sont attribuables à des édifices sacrés. Des inscriptions, des bronzes et un thésaurus font référence au culte d'Hercule, vénéré dans un sanctuaire situé sur une colline au sud de la ville, probablement d'origine pré-romaine.
Les fragments sculpturaux et les objets d' exposés dans la deuxième section du lapidaire, ainsi que les chefs-d'œuvre actuellement présents au musée chrétien du Duomo et au « Temple lombard », témoignent de la richesse de la décoration architecturale et de l'ameublement des lieux de culte de Cividale entre le VIe et le IXe siècle. Il s'agit principalement d'éléments du mobilier du chœur : chapiteaux et colonnes, arcs de pergulae, cibori, bassins de fonts baptismaux , plutei et piliers appartenant aux clôtures. Le répertoire décoratif comprend des motifs issus de l'Antiquité tardive, souvent profondément modifiés au cours du temps (rosaces, fuseruole, racèmes), et des motifs innovants, largement imputables aux influences germaniques et orientales (pousses végétales, motifs en S, entrelacs géométriques). Certaines découvertes se rattachent au début de l'âge chrétien, celles du haut Moyen Âge sont plus nombreuses, qui peuvent être datées en grandes phases, qui correspondent à des moments précis de renouvellement de l'appareil liturgique liés à des moments historiques bien définis : la renaissance lutprandéenne et l'âge de Callisto (712-756), l'âge de Sigualdo (756-787), l'âge carolingien (fin VIIIe - début IXe siècle).
À la fin du Moyen Âge, Cividale (Civitas Austriae), résidence permanente du patriarche jusqu'en 1238, vassal de l'empereur du Saint-Empire romain germanique et en même temps métropolite, est l'une des villes les plus importantes du Patriarcat d'Aquilée. Les sculptures présentes dans la troisième section du musée lapidaire doivent faire référence à la décoration des palais de cette période historique. Il s'agit pour la plupart de patère et de panneaux, à décor essentiellement zoomorphe, auxquels s'ajoutent des piliers « à colonnes », des arcs en corbeaux, des frises et des cadres architecturaux, portant encore dans certains cas des traces de la polychromie d'origine. Le groupe le plus important comprend des reliefs communément définis comme « vénitiens-byzantins », appartenant à une production qui s'est développée entre le début du XIe et le début du XIVe siècle, qui appartenait probablement à la décoration du palais patriarcal et d'autres bâtiments du complexe épiscopal.

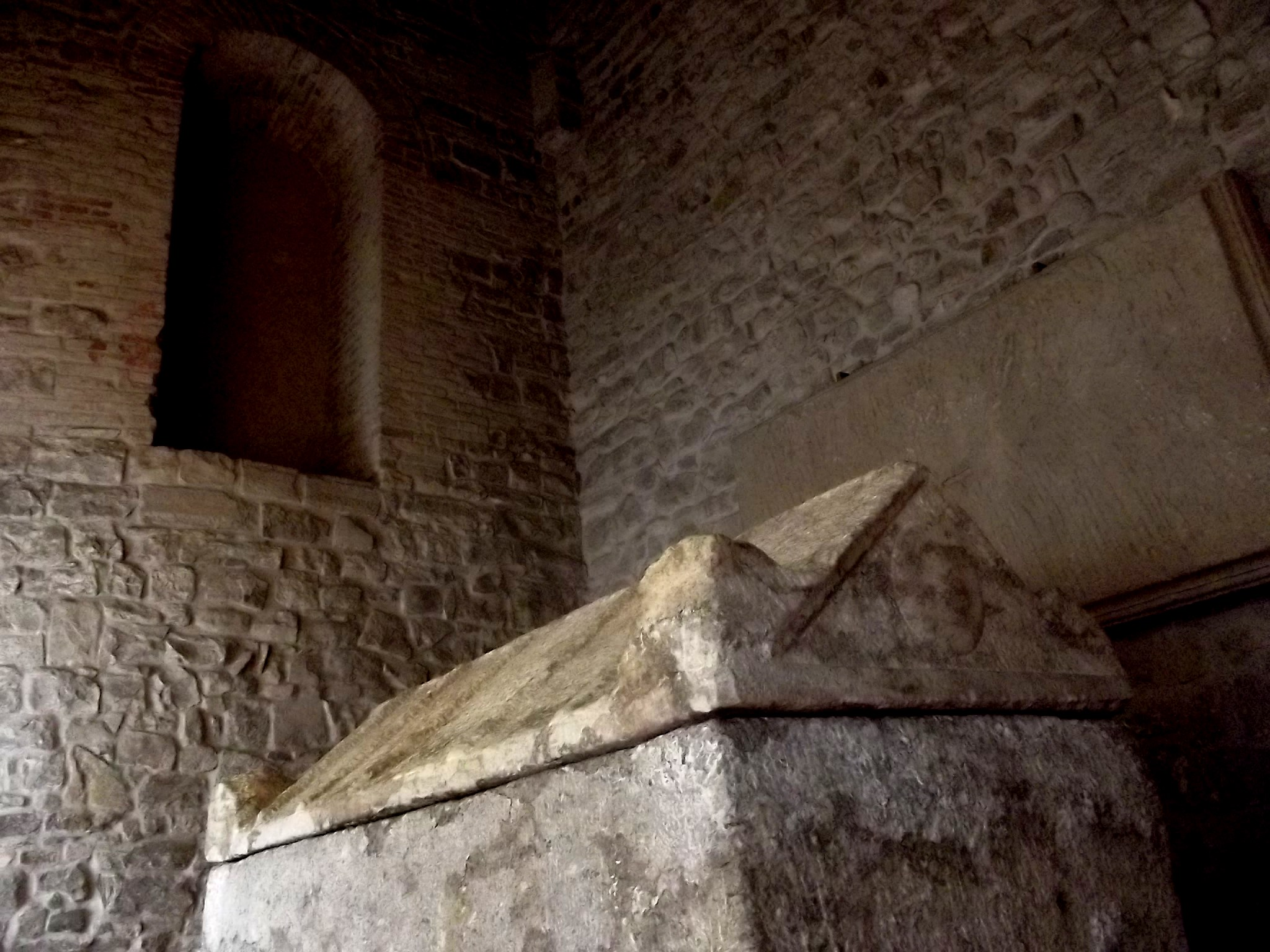
Salle du sarcophage de Gisulfo.

À la fin du Moyen Âge, la présence de familles juives commence à être attestée à Cividale. Parmi les fouilles promues par le chanoine Della Torre dans les premières décennies du XIXe siècle, figure celle d'un cimetière juif, situé dans le secteur anciennement appelé « Giudaica », au nord-est des murs de la ville, où de nombreuses pierres tombales inscrites (macebe) constituent un témoignage riche et passionnant de la présence de la communauté juive de Cividale.
La dernière section du lapidaire du musée est consacrée à la collection Cernazai. Pietro Cernazai (1804-1858) est un collectionneur cultivé et raffiné, actif à Udine dans la première moitié du XIXe siècle. Grâce à des achats sur le marché des antiquités et à des découvertes dans les possessions aquiléennes, il réussit à augmenter la collection paternelle déjà bien en fournie. L'acquisition de la collection Pellegrini-Danieli de Zara, constituée au XVIIIe siècle grâce aux fouilles menées par Antonio Danieli dans l'ancienne Aenona, est particulièrement significative. A la mort de Pietro en 1858, les biens passent à son frère aîné, le prêtre Francesco Maria Cernazai, peu intéressé par les antiquités ; à la mort de ce dernier, les biens sont confisqués par le séminaire archiépiscopal d'Udine. En 1900, la collection est vendue aux enchères à Milan, les inscriptions, les matériaux en argile et le verre, tels qu'établis par le ministère de l'Éducation publique, sont transmis au musée archéologique de Cividale. La collection parvenue au musée apparaît assez hétérogène, composée de matériaux provenant de Rome (pour la plupart des dalles funéraires de columbarium) et de Dalmatie (Issa, Salona et Iader).

### Nécropole lombarde

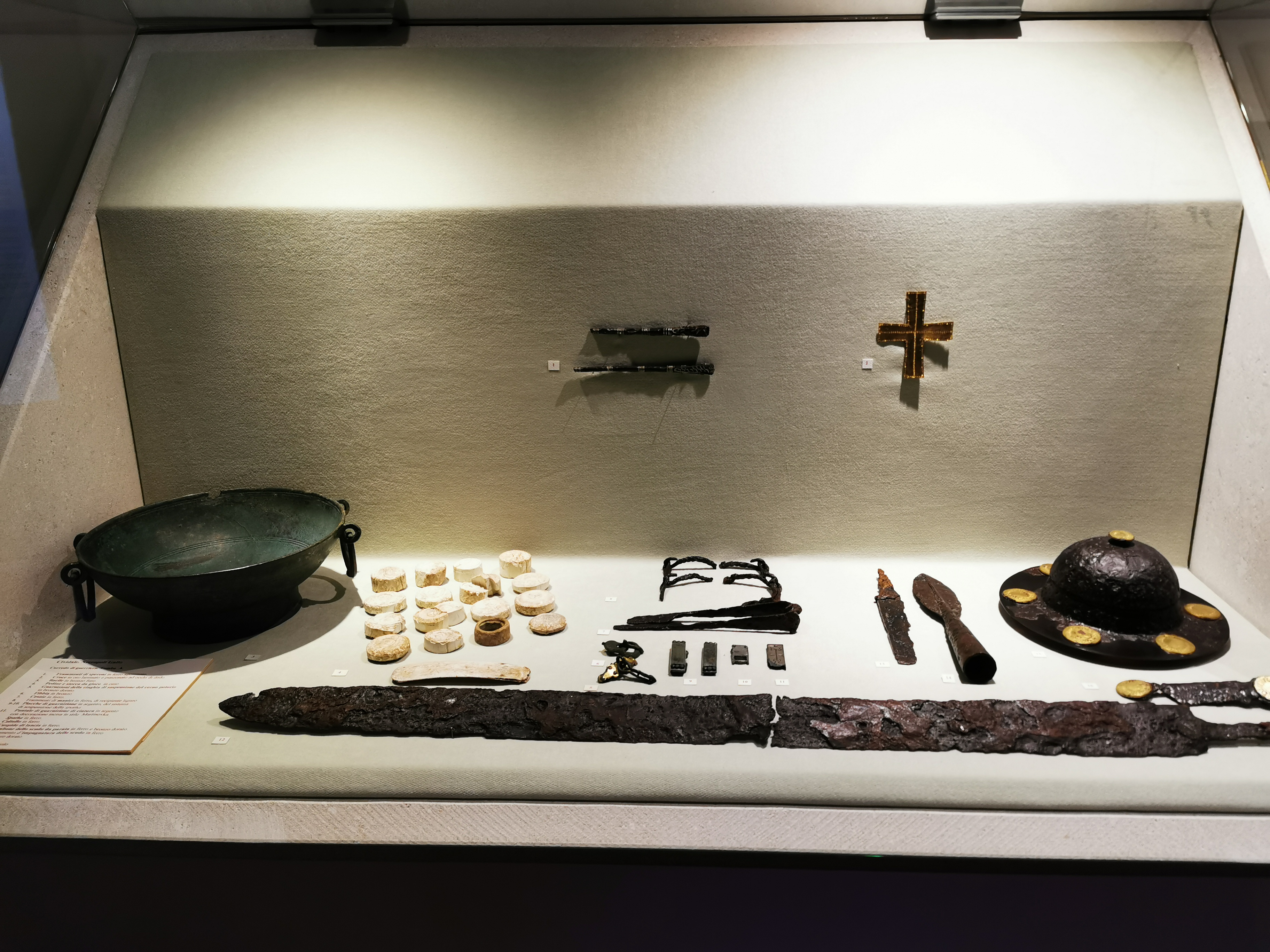
Ensemble sépulcral.

Presque tout l'étage noble du musée est consacré à l'archéologie funéraire de l'époque lombarde dans le Frioul. L'exposition est précédée de panneaux qui illustrent le voyage de l'Allemagne à l'Italie des Germains et le contexte historique et géographique dans lequel les grands déplacements de barbares ont eu lieu après la fin de l'Empire romain d'Occident.
Dans les salles 1 à 7, qui conservent avec quelques modifications et mises à jour l'installation organisée en 1990 pour la grande exposition internationale I Longobardi, il est possible de suivre l'évolution des rites funéraires et de l'artisanat artistique à Cividale et dans le duché lombard du Frioul pendant presque deux siècles, depuis l'arrivée en 568 des Germains à Forum Iulii, qui devient la capitale du premier duché d'Italie, jusqu'à l'élaboration de l'art typiquement lombard d'Italie et son évolution à l'époque carolingienne.
Dans le hall central, l'exposition inaugurée en 2012 et consacrée à la nécropole de la colline de S. Mauro, la plus septentrionale de celles qui entourent Cividale au nord, en constitue l'introduction. Une partie du cimetière, qui a fait l'objet de fouilles systématiques de 1994 à 1998, a été recréée idéalement. Les objets vestimentaires et les offrandes de dix sépultures sont disposés sur des formes en position de leur découverte, dans des vitrines orientées ouest-est. La reconstitution graphique et les panneaux permettent d'interpréter les éléments exposés et de reconnaître le sexe, l'âge, le rôle du défunt et l'heure de la déposition.
Les ensembles sépulcraux exposés, caractéristiques du modèle culturel lombard et datant des premières phases de l'immigration en Italie, sont pour la plupart d'une richesse exceptionnelle et témoignent du haut niveau social du groupe enterré ici : guerriers de haut rang et chevaliers déposés avec leur équipement militaire complet, dames de haut niveau social avec des ornements en or, argent et pierres fines typiques du costume traditionnel déjà attesté en Pannonie ; enfants avec des kits comprenant également des armes et des bijoux traditionnels.

### Collection de pièces lombardes

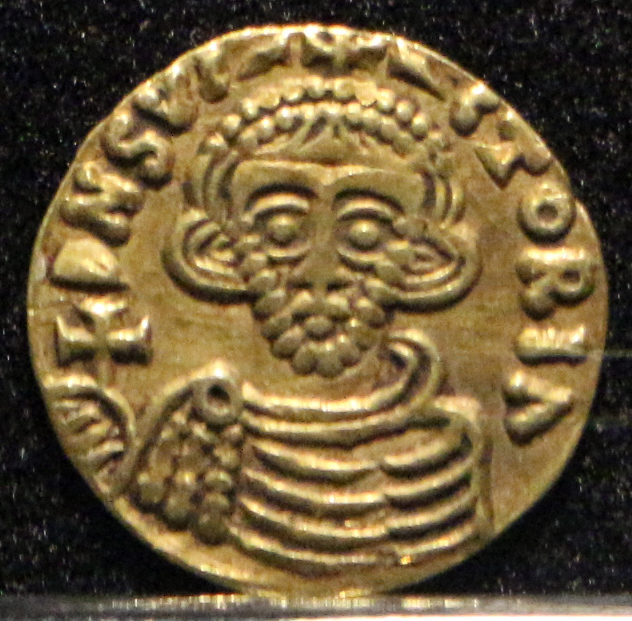
Trémissis du prince Arichis II, Bénévent, 774-787.

La collection de pièces lombardes du musée est constituée d'un noyau de 56 pièces d'or lombardes, achetées sur le marché des antiquités par le Crédit agricole Italia des provinces d'Udine et de Pordenone, et laissées en prêt au musée. Cette collection numismatique est la deuxième au monde et présente une image claire de l'évolution des formes de gestion du pouvoir économique adoptées par le pouvoir lombard sur le sol italien.

### Bronzes de Zuglio
Certains éléments de l'ensemble décoratif en bronze du forum de Iulium Carnicum (Zuglio in Carnia), ville située sur la route du Nord et dont dépendait à l'époque romaine un vaste territoire alpin, sont entrés dans les collections du musée de Cividale à partir du tout début du XIXe siècle. Le portrait en bronze, et plus tard d'autres éléments décoratifs, ont été ajoutés en 1939, mis au jour lors des fouilles des années 1937-1938 et retrouvés pour la plupart dans l'espace sous la basilique civile, où ils avaient été entreposés pour être refondus. La restauration et les études menées ont permis de procéder à la recomposition et à la relecture de certaines des trouvailles importantes qui ont été réexposées en 1994.
L'exposition actuelle comprend les deux inscriptions qui devaient faire partie du revêtement d'une ou deux statues érigées en l'honneur de Gaius Bebio Atticus, qui occupa des postes importants dans la principauté sous Claude (41-54), un extraordinaire clipeus en bronze figurant une toge, des fragments de deux autres clipei et d'autres éléments décoratifs du forum, ainsi que le célèbre portrait d'un personnage illustre de Iulium Carnicum d'attribution chronologique contestée.
Le complexe, d'une importance exceptionnelle, constitue un unicum dans le patrimoine artistique de l'Italie romaine.

### Directeurs du Musée Archéologique National de Cividale
| Michele della Torre Valsassina | 1817-1844 |
| Laurent d'Orlandi              | 1844-1877 |
| Jacopo Tomadini                | 1877/1883 |
| Marzio de Portis               | 1883/1887 |
| Alvise Zorzi                   | 1886/1904 |
| Gino Fogolari                  | 1904/1905 |
| Ruggero de la tour             | 1905/1933 |
| Antonin Santangelo             | 1933/1935 |
| Joseph Marioni                 | 1935/1957 |
| Charles Mutinelli              | 1957/1970 |
| Mario Brozzi                   | 1977/1981 |
| Amélio Tagliaferri             | 1981/1990 |
| Paula Lopréato                 | 1991/2001 |
| Aurore Cagnana                 | 2001/2003 |
| Serena Vitri                   | 2003/2013 |
| Fabio Pagano                   | 2013/2015 |
| Angela Borzacconi              | 2015      |